# Tierra baja (1907)
Terra baixa és una pel·lícula de ficció del 1907 dirigida per Fructuós Gelabert i Badiella amb una durada de 20 minuts. Produïda per Films Barcelona (Empresa Diorama), es basa en el drama homònim (1895) d'Àngel Guimerà. El guió i la fotografia són de F. Gelabert (blanc i negre, normal); l'ambientació i decoració de Joan Morales i els intèrprets són Enric Guitart (Sebastià), Maria Llorente (Marta), Emília Baró (Núria), Emília Matas, i Miquel Sirvent. S'estrenà a Madrid el 31 d'octubre del 1916.
La durara és aproximada, establerta a partir d'un metratge de 400 m. La cinta fou rodada als estudis Fils Barcelona amb intèrprets de la companyia del Teatre Romea, i els exteriors són de Vallvidrera i el Prat de Llobregat. El film tingué un gran èxit tant de crítica com de públic.

## Argument
En Sebastià, un propietari rural que té dificultats econòmiques, fa casar la noia que té recollida a casa i amb qui manté relacions, amb el pastor Manelic, per poder maridar-se, al seu torn, amb una rica pubilla i continuar veient la Marta. Quan en Manelic descobreix el pla, vol fugir amb ella, però Sebastià el fa fora del poble. La Marta, amb l'ajuda de la Núria, una veïna, prepara la fugida al costat del seu marit. Quan Sebastià ho descobreix s'inicia una violenta baralla entre els dos antics amants, interrompuda per l'entrada de Manelic, el qual, furiós, mata Sebastià.